# Something Happened to Me Yesterday
Something Happened to Me Yesterday è un brano musicale composto da Mick Jagger e Keith Richards e registrato dai Rolling Stones nel 1967, come traccia finale del loro album Between the Buttons, sia nella versione britannica che in quella statunitense.

## Il brano
Il brano venne inciso nell'agosto 1966, ed è la prima traccia in assoluto pubblicata dai Rolling Stones a contenere la voce solista di Richards (anche se solo nel ritornello). Jagger canta nelle strofe.
All'epoca della pubblicazione della canzone all'interno dell'album Between the Buttons, Jagger disse: «Lascio all'immaginazione personale di ciascuno capire cosa sia successo». In italiano il titolo Something Happened to Me Yesterday è traducibile con la frase Ieri mi è successo qualcosa... Matthew Greenwald definì il pezzo "una [delle] canzoni più accurate circa l'esperienza dell'LSD".
La canzone include un passaggio parlato in stile "commiato da music hall": «Well thank you very much and now I think it's time for us all to go. So from all of us to all of you, not forgetting the boys in the band and our producer Reg Thorpe, we'd like to say God bless. So if you're out tonight, don't forget, if you're on your bike, wear white. Evening all». ("Bene, grazie mille e ora penso sia giunto il momento per tutti noi di andare. Quindi da tutti noi a tutti voi, senza dimenticare i ragazzi della band e il nostro produttore Reg Thorpe, vorremmo dirvi che Dio vi benedica. Quindi se sei fuori stasera, non dimenticare, se sei in bici, indossa il bianco. Sera a tutti"). Jagger riferì (ovviamente scherzando, dato che aveva solo 1-2 anni d'età all'epoca della guerra) che questo passaggio era "qualcosa che ricordava di aver sentito alla BBC mentre le bombe cadevano" su Londra durante la seconda guerra mondiale.

## Formazione[4]
- Mick Jagger - voce solista (strofe)
- Keith Richards - voce solista (ritornello), cori, chitarra elettrica, chitarra acustica
- Brian Jones - tromba, tuba & trombone[5][6], fischi
- Bill Wyman - basso
- Charlie Watts - batteria
- Jack Nitzsche - pianoforte
- Mike Leander Orchestra - clarinetto, tuba, violino[7]